# Hipólito y Aricia (Traetta)
Hipólito y Aricia (título original en italiano, Ippolito ed Aricia) es una "ópera de reforma" en cinco actos, con música de Tommaso Traetta y libreto en italiano de Carlo Innocenzo Frugoni. La ópera se basa en el libreto de Simon-Joseph Pellegrin para la ópera de Rameau Hipólito y Aricia, que a su vez se basaba en la tragedia de Racine Fedra. Se estrenó en el Teatro Ducal de Parma el 9 de mayo de 1759 y todavía es representada ocasionalmente por compañías de óperas actuales.

## Personajes
| Personaje                                      | Tesitura         | Reparto del estreno. 9 de mayo de 1759 |  |
| ---------------------------------------------- | ---------------- | -------------------------------------- |  |
| Teseo, rey de Atenas                           | tenor            |                                        |  |
| Ippolito (Hipólito), hijo de Teseo             | soprano castrato |                                        |  |
| Fedra, esposa de Teseo y madrastra de Ippolito | soprano          |                                        |  |
| Oenone (Enone), aya y confidente de Fedra      | soprano          |                                        |  |
| Aricia, princesa de sangre real de Atenas      | soprano          | Caterina Gabrielli                     |  |
| Diana                                          | soprano          |                                        |  |
| Plutone (Plutón)                               | bajo             |                                        |  |
| Tisifone (Tisífone)                            | tenor / soprano  |                                        |  |
| Mercurio                                       |                  |                                        |  |

## Grabaciones
- Ippolito ed Aricia con el director David Golub,[9] la Orquesta Internacional de Italia y el Coro de Cámara de Bratislava. En el reparto están Angelo Manzotti[10] (Hipólito), Patrizia Ciofi (Aricia), Elena López (Fedra), Simon Edwards (Teseo), Maria Miccoli (Enone), Stefania Donzelli (Diana[6]), Luca Grassi (Plutón)[7]), Monica Sesto (Tisifone), Saverio Fiore (Mercurio[8]), Sara Allagretta (la Suma Sacerdotisa), Angela Masi (una Marinera), Rossana Potenza (una Cazadora), Loredana Cinieri (las Parcas) y Madia Todisco. Grabado en vivo en 1999 y publicado en el 2000.[11]